# Alberto Weiss
Alberto Weiss (* 22. April 1991) ist ein französischer Musiker (Gitarre) des Gypsy-Jazz.
Weiss stammt aus einer Musikerfamilie aus der Tradition der Manouches; sein Vater ist der Sänger Albert Weiss. Mit acht Jahren brachte dieser ihm die ersten Gitarrenakkorde bei. Mit seinen Cousins spielte er auf Partys und Konzerten. Mit zehn Jahren wurde er von Tony Gatlif entdeckt, der ihm anbot, in seinem Film Swing zu spielen. Über den Film wurde Mandino Reinhardt sein Mentor.
2010 nahm Weiss sein erstes Album À la naissance de mon son auf, auf dem er mit Albert Weiss und Martin Weiss spielte. Weiss trat seitdem auch mit Fapy Lafertin, Biréli Lagrène, Stochelo Rosenberg, Daniel Givone, David Reinhardt, Dorado Schmitt und Marcel Loeffler auf. Mit Ninine Garcia ist er auf dem Dokumentationsalbum des Festival von Angers 2012 zu hören.

## Webpräsenz
- Webpräsenz
- Eintrag (Django-Station)

| Personendaten    | Personendaten                       |
| ---------------- | ----------------------------------- |
| NAME             | Weiss, Alberto                      |
| KURZBESCHREIBUNG | französischer Jazzmusiker (Gitarre) |
| GEBURTSDATUM     | 22. April 1991                      |